# NGC 2271
NGC 2271 (другие обозначения — ESO 490-34, MCG -4-16-17, PGC 19476) — линзовидная галактика в созвездии Большого Пса. Открыта Джоном Гершелем в 1835 году. Галактика удалена от Млечного Пути на 31,8 мегапарсек, её возраст составляет приблизительно 11,5 миллиардов лет, изменение возраста и металличности звёздного населения от расстояния до центра галактики не обнаружено.
Этот объект входит в число перечисленных в оригинальной редакции «Нового общего каталога».